# مایک دواین
مایک دواین (به انگلیسی: Mike DeWine) فرماندار اهایو است. وی در سال ۱۹۹۵ تا ۲۰۰۷ میلادی سناتور ایالت اوهایو در سنای ایالات متحده آمریکا بود.